# Joane Somarriba
Somarriba  Arrola est un nom espagnol. Le premier nom de famille, en général paternel, est Somarriba ; le second, en général maternel, souvent omis, est Arrola.
Joane Somarriba Arrola est une coureuse cycliste espagnole, née le 11 août 1972 à Guernica, en Biscaye. Elle s'est retirée du cyclisme avec une trentaine de victoires fin 2005. Elle est l'épouse de Ramón González Arrieta.

## Palmarès
- 1988
  - 3e de l'Emakumeen Bira
- 1991
  - Emakumeen Bira
- 1993
  - 3e du championnat d'Espagne sur route
- 1994
  -  Championne d'Espagne sur route
- 1996
  -  Championne d'Espagne du contre-la-montre
  - 3e du championnat d'Espagne sur route
  - 4e du Tour d'Italie
- 1997
  - 2e du championnat d'Espagne du contre-la-montre
  - 3e du championnat d'Espagne sur route
- 1998
  - Gorla Minore
  - Andrakas
  - 3e du Tour du Trentin
  - 6e du Tour d'Italie
- 1999
  -  Tour d'Italie
    - Classement général
    - 10e étape (contre-la-montre)

  - Tour de Vénétie
  - 2e étape de l'Emakumeen Bira
  - 7e du championnat du monde sur route
- 2000
  -  Grande Boucle féminine
    - Classement général
    - 4e étape

  -  Tour d'Italie
    - Classement général
    - 3e étape (b) (contre-la-montre)

  - Emakumeen Bira
  - 3e de la Ronde d'Aquitaine
  - 3e du Trophée International
  - 5e du contre-la-montre des Jeux Olympiques
- 2001
  -  Grande Boucle féminine
    - Classement général
    - 1re (a) (contre-la-montre) et 2e; et 10e (contre-la-montre) étapes

  - 4e du Tour d'Italie (après déclassement de la 1ère pour dopage)
- 2002
  - Durango-Durango Emakumeen Saria
  -  Médaillée de bronze du championnat du monde sur route
  - 3e de Grande Boucle féminine
  - 4e du championnat du monde du contre-la-montre
  - 7e du Grand Prix de Plouay
- 2003
  -  Championne du monde du contre-la-montre
  -  Grande Boucle féminine
    - Classement général
    - 2e et 3e étapes

  - Durango-Durango Emakumeen Saria
  - 2e du Chrono des Herbiers
  - 3e du Tour d'Italie
  - 3e du championnat d'Espagne sur route
  - 4e du Grand Prix de Plouay
- 2004
  - Durango-Durango Emakumeen Saria
  - Emakumeen Bira
    - Classement général
    - 2e, 3e (a) et 3e (b) (contre-la-montre) étapes

  - 4e du championnat du monde du contre-la-montre
  - 7e du championnat du monde sur route
- 2005
  - Trophée d'or féminin
    - Classement général
    - 3e étape (contre-la-montre)

  -  Médaillée d'argent du championnat du monde du contre-la-montre
  - 2e du Tour d'Italie

## Grand Tour

### Tour d'Italie
9 Participations : 
- 1996: 4e
- 1997: 14e
- 1998: 6e
- 1999: 1er,  Vainqueure du classement général et vainqueure de la 10eb étape
- 2000: 1er,  Vainqueure du classement général et vaiqueure de la 6eb étape
- 2001: 4e
- 2003: 3e
- 2004: 24e
- 2005: 2e